# María Vicent Guinot
María Vicent Guinot (Castelló de la Plana, 2 de maig de 1910 - Castelló de la Plana, 1993), també coneguda com a Marita, va ser una pintora valenciana. Estudià cultura general al col·legi de les Carmelites de Castelló, piano amb el mestre de música José García i pintura amb el conegut pintor Vicent Castell.
Marita, quan deixa el col·legi i els estudis de piano, continuà la seua formació en allò que més li agradava, la pintura, formació que compartia amb altres joves de la ciutat, Carmen Palau, Tonica Gómez i Carmen Noguera entre d'altres. Després del període d'ensenyament i pràctica de dibuix, pintà paisatge, escenes costumistes i bodegons, sempre com a copista perquè no estava ben vist que les joves pintaren del natural. L'acadèmia del pintor Castell, amb gran afluència d'alumnes des dels 1920, era el reflex de la importància que tenia la pintura en la ciutat en què diversos pintors locals havien aconseguit quatre primeres medalles en exposicions nacionals. Era difícil, doncs, en els anys vint i trenta trobar una plaça lliure per poder aprendre a dibuixar o pintar en la ciutat.
Marita abandonà les classes i la pintura quan es casà. Durant els anys de mestressa i mare no oblidà la seua passió perquè unes dècades després, amb els fills criats, tornà a pintar. Assistí als cursos de pintura de la Caixa d'Estalvis per millorar la seua formació interrompuda i ampliar la seua tècnica i d'altres disciplines com l'esmalt.
Cal destacar en la seua obra pictòrica dues etapes: la primera com a copista i la segona com a pintora del natural i copista. En la primera i en les còpies, segons Hermínia Samblás, es manifesta un bon dibuix i una intuïtiva manera de captar el color, possibles reminiscències de l'obra de Joaquim Sorolla, dels impressionistes i del mestre Castell, i cita els quadres Racimos de uvas negras i Racimos de uvas verdes. També destaquen els llenços amb cistelles de flors, composicions idèntiques a les d'altres companyes d'acadèmia de l'època. La segona correspon als anys que retorna a la pintura. Treballa del natural a partir d'objectes del seu entorn culinari: pa, tomates, verdures, el marc quotidià que Marita converteix en matèria base dels seus bodegons. Les pinzellades tenen ara més força, més energia i resolució com si deixaren fluir tota l'afició i el gaudi per pintar dels anys passats, els colors són més forts amb relació a la primera etapa, verds, rojos i terra.
No abandonà, però, les còpies, com ho mostra en dos paisatges datats el 1977 dels quals Herminia Samblás destaca un suau geometrisme que anomena pseudo-naïf. El dibuix demostra traços dels anys de treball i de constància malgrat l'abandó de la seua vocació els millors anys de la seua vida.